# Nicholas Throckmorton
Nicholas Throckmorton (1515 – 12 febbraio 1571) è stato un politico britannico.
Sospettato di essere connivente di Thomas Wyatt il Giovane, fu imprigionato nella Torre di Londra dal 1554 al 1555. Liberato, nel 1559 fu nominato da Elisabetta I d'Inghilterra ambasciatore in Francia, carica che mantenne fino al 1564.
Inviato in Scozia nel 1565 per ostacolare il matrimonio di Maria Stuarda, passò segretamente dalla parte di costei e, scoperto, fu imprigionato dagli Inglesi a Windsor.